# Isa Briones
Isabella Camille Briones (17 de gener de 1999) és una actriu estatunidenca nascuda al Regne Unit.

## Inicis
Isa Briones va néixer a Londres, filla de Jon Jon Briones i Megan Johnson. El seu pare i el seu germà petit, Teo, són actors. Isa Briones té ascendència filipina, irlandesa i sueca. Briones va treballar com a model a la ciutat de Nova York, a l'edat de tres anys. El 2006, la seva família es va traslladar a Los Angeles. Briones va assistir a la Millikan Middle School i a la Los Angeles County High for the Arts, on es va graduar al març de 2017.

## Carrera com a actriu
Des del 2008, Briones ha treballat com a actriu. Aquell any, va tenir un paper principal al curtmetratge Persuasion i al llargmetratge Brown Soup Thing. També ha participat en obres de teatre i va rebre un Premi Ovation el 2018 per la seva actuació com a Natalie al musical Next to Normal.
Briones té actualment un dels papers protagonistes a la sèrie Star Trek: Picard en el paper de les bessones Dahj i Soji Asher.

## Filmografia
| Any  | Títol                                                     | Paper            | Notes                                        |
| ---- | --------------------------------------------------------- | ---------------- | -------------------------------------------- |
| 2018 | The Assassination of Gianni Versace: American Crime Story | Elena Cunanan    | També hi actua Jon Jon Briones, el seu pare. |
| 2020 | Star Trek: Picard                                         | Dahj, Soji Asher |                                              |